# الدوري التشيلي لكرة القدم 1945
الدوري التشيلي لكرة القدم 1945 (بالإسبانية: Primera División de Chile 1945)‏ هو الموسم 13 من الدوري التشيلي لكرة القدم. كان عدد الأندية المشاركة فيه 12، وفاز فيه Club de Deportes Green Cross ‏.